# Persone di nome Mitchell
| Questa pagina contiene informazioni ricavate automaticamente dalle voci biografiche con l'ausilio del template Bio e di un bot. L'aggiornamento è periodico e automatico e ricostruisce completamente la pagina. Se manca una persona in questa lista, sei pregato di non aggiungerla, ma accertati piuttosto che la sua voce biografica contenga il template Bio e che i dati anagrafici siano correttamente compilati. Se il template Bio manca, inseriscilo tu stesso o, in alternativa, metti l'avviso {{tmp\|Bio}} che ne segnala la mancanza. Se i dati riportati sono sbagliati, correggi direttamente la voce biografica; le modifiche saranno visibili in questa lista entro pochi giorni. Per chiarimenti vedi il progetto antroponimi. La lista contiene solo le 73 persone che sono citate nell'enciclopedia e per le quali è stato implementato correttamente il template Bio. Pagina aggiornata al 16 ott 2024. |

Questa è una lista di persone presenti nell'enciclopedia che hanno il prenome Mitchell, suddivise per attività principale.

## Allenatori di calcio(1)
- Mitchell van der Gaag, allenatore di calcio e ex calciatore olandese (Zutphen, n. 1971)

## Arcivescovi cattolici(1)
- Mitchell Thomas Rozanski, arcivescovo cattolico statunitense (Baltimora, n. 1958)

## Attori(10)
- Mitchell Anderson, attore statunitense (Jamestown, n. 1961)
- Mitch Hewer, attore britannico (Bristol, n. 1989)
- Mitchell Hope, attore australiano (Melbourne, n. 1994)
- Mitchell Kummen, attore canadese (Winnipeg, n. 1999)
- Mitchell Lewis, attore statunitense (Syracuse, n. 1880 - Los Angeles, † 1956)
- Mitchell Lichtenstein, attore, sceneggiatore e regista statunitense (n. 1956)
- Mitch Pileggi, attore statunitense (Portland, n. 1952)
- Mitchell Ryan, attore statunitense (Cincinnati, n. 1934 - Los Angeles, † 2022)
- Mitchell Slaggert, attore statunitense (Fayetteville, n. 1994)
- Mitchell Whitfield, attore statunitense (Brooklyn, n. 1964)

## Attori pornografici(1)
- Erik Everhard, attore pornografico canadese (Calgary, n. 1976)

## Calciatori(13)
- Mitchell van Bergen, calciatore olandese (Oss, n. 1999)
- Mitchell Burgzorg, ex calciatore olandese (Zaandam, n. 1987)
- Mitchell Dijks, calciatore olandese (Purmerend, n. 1993)
- Mitchell Donald, calciatore olandese (Amsterdam, n. 1988)
- Mitchell Duke, calciatore australiano (Liverpool, n. 1991)
- Mitchell Langerak, calciatore australiano (Emerald, n. 1988)
- Mitch Nichols, ex calciatore australiano (Southport, n. 1989)
- Mitchell Paulissen, calciatore olandese (n. 1993)
- Mitchell Piqué, ex calciatore olandese (Amsterdam, n. 1979)
- Mitchell Schet, calciatore olandese (Amsterdam, n. 1988)
- Mitchell Thomas, ex calciatore inglese (Luton, n. 1964)
- Mitchell Weiser, calciatore tedesco (Troisdorf, n. 1994)
- Mitchell te Vrede, calciatore olandese (Amstelveen, n. 1991)

## Cantanti(2)
- Mitch Grassi, cantante statunitense (Arlington, n. 1992)
- Mitch Lucker, cantante e paroliere statunitense (Riverside, n. 1984 - Huntington Beach, † 2012)

## Cantautori(1)
- Mitchell Tenpenny, cantautore statunitense (Nashville, n. 1989)

## Cestisti(14)
- J.J. Anderson, ex cestista e allenatore di pallacanestro statunitense (Springfield, n. 1960)
- Mitchell Butler, ex cestista statunitense (Los Angeles, n. 1970)
- Mitch Creek, cestista australiano (Horsham, n. 1992)
- Mitch Kupchak, ex cestista e dirigente sportivo statunitense (Hicksville, n. 1954)
- Mitch McCarron, cestista australiano (Alice Springs, n. 1992)
- Mitch McGary, ex cestista statunitense (Chesterton, n. 1992)
- Mitch Norton, cestista australiano (Thuringowa, n. 1993)
- Mitchell Plaat, ex cestista olandese (n. 1954)
- Mitchell Poletti, cestista italiano (Milano, n. 1988)
- Mitch Richmond, ex cestista e allenatore di pallacanestro statunitense (Fort Lauderdale, n. 1965)
- Mitchell Robinson, cestista statunitense (Pensacola, n. 1998)
- Mitchell Watt, cestista statunitense (Goodyear, n. 1989)
- Mitchell Wiggins, cestista e allenatore di pallacanestro statunitense (Kinston, n. 1959 - † 2024)
- Mitchell Young, cestista australiano (Coffs Harbour, n. 1990)

## Chitarristi(1)
- Herb Ellis, chitarrista statunitense (Farmersville, n. 1921 - Los Angeles, † 2010)

## Ciclisti su strada(1)
- Mitchell Docker, ex ciclista su strada e pistard australiano (Melbourne, n. 1986)

## Collezionisti d'arte(1)
- Mitchell Wolfson Jr., collezionista d'arte statunitense (Miami Beach, n. 1939)

## Comici(1)
- Mitch Hedberg, comico statunitense (Saint Paul, n. 1968 - Livingston, † 2005)

## Ginnasti(1)
- Mitchell Gaylord, ex ginnasta statunitense (Van Nuys, n. 1961)

## Giocatori di baseball(4)
- Mitch Garver, giocatore di baseball statunitense (Albuquerque, n. 1991)
- Mitch Haniger, giocatore di baseball statunitense (Mountain View, n. 1990)
- Mitch Moreland, ex giocatore di baseball statunitense (Amory, n. 1985)
- Mitch Talbot, giocatore di baseball statunitense (Cedar City, n. 1983)

## Giocatori di football americano(3)
- Mitch Fettig, giocatore di football americano statunitense (Olympia, n. 1996)
- Mitchell Schwartz, ex giocatore di football americano statunitense (Pacific Palisades, n. 1989)
- Mitchell Trubisky, giocatore di football americano statunitense (Mentor, n. 1994)

## Giocatori di snooker(1)
- Mitchell Mann, giocatore di snooker inglese (Birmingham, n. 1991)

## Hockeisti su ghiaccio(1)
- Mitchell Marner, hockeista su ghiaccio canadese (Markham, n. 1997)

## Lottatori(1)
- Mitch Finesilver, lottatore statunitense (Denver, n. 1996)

## Lunghisti(1)
- Mitchell Watt, lunghista australiano (Bendigo, n. 1988)

## Matematici(1)
- Mitchell Feigenbaum, matematico e fisico statunitense (Filadelfia, n. 1944 - New York, † 2019)

## Nuotatori(2)
- Mitchell Ivey, ex nuotatore statunitense (n. 1949)
- Mitch Larkin, nuotatore australiano (Buderim, n. 1993)

## Pallavolisti(3)
- Mitchell Beal, pallavolista statunitense (Colorado Springs, n. 1992)
- Mitchell Penning, pallavolista statunitense (Peoria, n. 1995)
- Mitchell Stahl, pallavolista statunitense (Chambersburg, n. 1994)

## Piloti automobilistici(1)
- Mitch Evans, pilota automobilistico neozelandese (Auckland, n. 1994)

## Piloti motociclistici(1)
- Mitchell Pirotta, pilota motociclistico australiano (Sydney, n. 1988)

## Politici(1)
- Mitch Daniels, politico statunitense (Monongahela, n. 1949)

## Produttori discografici(1)
- Mitchell Froom, produttore discografico e musicista statunitense (Sonoma County, n. 1953)

## Rapper(1)
- Paperboy, rapper statunitense (Los Angeles, n. 1969)

## Sceneggiatori(1)
- Mitch Glazer, sceneggiatore, produttore cinematografico e regista statunitense (Key Biscayne, n. 1953)

## Tennisti(1)
- Mitchell Krueger, tennista statunitense (Orlando, n. 1994)

## Wrestler(1)
- Channing Lorenzo, wrestler statunitense (Lowell, n. 1997)